# Ceratinopsis blesti
Ceratinopsis blesti är en spindelart som beskrevs av George Hazelwood Locket 1982. Ceratinopsis blesti ingår i släktet Ceratinopsis och familjen täckvävarspindlar. Inga underarter finns listade i Catalogue of Life.